# Murádábád
Murádábád (hindsky मुरादाबाद, urdsky مراداباد‎, anglicky Moradabad) je město v indickém svazovém státě Uttarpradéš. Leží v severozápadní části státu a v roce 2011 mělo bezmála devět set tisíc obyvatel.

## Dějiny
Murádábád byl založen v roce 1625 a byl pojmenován po Murádu Bachšovi, princi Mughalské říše a synovi Šáhdžahána.
V letech 1801 až 1947 byl Murádábád součástí britského impéria.